# Amir Abdelhamid
Amir Mohamed Abdelhamid (in arabo أميرعبد الحميد‎?; Il Cairo, 24 aprile 1979) è un ex calciatore egiziano, di ruolo portiere.

## Carriera

### Club
Proveniente dal vivaio dell'Al-Ahly, approda in prima squadra nel 2000. In seguito alla partenza di Essam El-Hadary, nel 2008 - dopo aver trascorso otto stagioni da riserva alle spalle di quest'ultimo - diventa il portiere titolare della rosa.
Complici alcuni errori - che lo porteranno ad essere soggetto di numerose critiche da parte della stampa - perde il posto tra i pali, venendo relegato a terza scelta.
Finito fuori rosa a causa di alcune divergenze con la società, il 21 dicembre 2009 si accorda per due stagioni e mezzo con l'Al-Masry. L'8 maggio 2012 passa a parametro zero allo Smouha. Il 16 luglio 2014 viene tesserato dal Wadi Degla, accordandosi con la società sulla base di un contratto biennale.
Il 28 luglio 2015 si lega per due stagioni all'El-Entag El-Harby.

### Nazionale
Esordisce con la selezione dei Faraoni il 12 ottobre 2008 in Egitto-Gibuti (4-0) - incontro valido per le qualificazioni alla fase finale dei Mondiali 2010 - subentrando al 30' della seconda metà di gioco al posto di Essam El-Hadary.

## Statistiche

### Presenze e reti nei club
Statistiche aggiornate al 20 ottobre 2017.
| Stagione                 | Squadra                  | Campionato               | Campionato | Campionato | Coppe nazionali | Coppe nazionali | Coppe nazionali | Coppe continentali | Coppe continentali | Coppe continentali | Altre coppe | Altre coppe | Altre coppe | Totale | Totale |
| Stagione                 | Squadra                  | Comp                     | Pres       | Reti       | Comp            | Pres            | Reti            | Comp               | Pres               | Reti               | Comp        | Pres        | Reti        | Pres   | Reti   |
| ------------------------ | ------------------------ | ------------------------ | ---------- | ---------- | --------------- | --------------- | --------------- | ------------------ | ------------------ | ------------------ | ----------- | ----------- | ----------- | ------ | ------ |
| 2000-2001                | Al-Ahly                  | PL                       | 0          | 0          | CE              | 2               | 0               | CCL                | 0                  | 0                  | -           | -           | -           | 2      | 0      |
| 2001-2002                | Al-Ahly                  | PL                       | 0          | 0          | CE              | 4               | -2              | CCL                | 1                  | -2                 | SA          | 0           | 0           | 5      | -4     |
| 2002-2003                | Al-Ahly                  | PL                       | 1          | -1         | CE              | 4               | -1              | CC                 | 1                  | 0                  | -           | -           | -           | 6      | -2     |
| 2003-2004                | Al-Ahly                  | PL                       | 4          | -2         | CE              | 3               | -2              | ACC+CCL            | 2+0                | -4                 | SE          | 0           | 0           | 9      | -8     |
| 2004-2005                | Al-Ahly                  | PL                       | 4          | -3         | CE              | 0               | 0               | CCL                | 0                  | 0                  | -           | -           | -           | 4      | -5     |
| 2005-2006                | Al-Ahly                  | PL                       | 1          | -2         | CE              | 0               | 0               | CCL                | 1                  | 0                  | SE+SA+Cmc   | 0           | 0           | 2      | -1     |
| 2006-2007                | Al-Ahly                  | PL                       | 5          | -4         | CE              | 5               | -4              | CCL                | 1                  | -1                 | SE+SA+Cmc   | 0+0+2       | -1          | 13     | -10    |
| 2007-2008                | Al-Ahly                  | PL                       | 8          | -3         | CE              | 1               | -1              | CCL                | 11                 | -8                 | SE          | 0           | 0           | 20     | -12    |
| 2008-2009                | Al-Ahly                  | PL                       | 18         | -15        | CE              | 0               | 0               | CCL+CC             | 0                  | 0                  | SE+SA+Cmc   | 1+1+2       | 0 + -1 + -5 | 22     | -21    |
| 2009-gen. 2010           | Al-Ahly                  | PL                       | 0          | 0          | CE              | 0               | 0               | CCL                | 0                  | 0                  | SE          | 1           | -2          | 1      | -2     |
| Totale Al-Ahly           | Totale Al-Ahly           | Totale Al-Ahly           | 41         | -30        |                 | 19              | -10             |                    | 17                 | -15                |             | 7           | -8          | 84     | -63    |
| gen.-giu. 2010           | Al-Masry                 | PL                       | 7          | -7         | CE              | 0               | 0               | -                  | -                  | -                  | -           | -           | -           | 7      | -7     |
| 2010-2011                | Al-Masry                 | PL                       | 18         | -16        | CE              | 1               | -1              | -                  | -                  | -                  | -           | -           | -           | 19     | -17    |
| 2011-2012                | Al-Masry                 | PL                       | 2          | 0          | -               | -               | -               | -                  | -                  | -                  | -           | -           | -           | 2      | 0      |
| Totale Al-Masry          | Totale Al-Masry          | Totale Al-Masry          | 27         | -25        |                 | 1               | -1              |                    | -                  | -                  |             | -           | -           | 28     | -26    |
| 2012-2013                | Smouha                   | PL                       | 12         | -4         | CE              | -               | -               | -                  | -                  | -                  | -           | -           | -           | 12     | -4     |
| 2013-2014                | Smouha                   | PL                       | 14+3       | -13 + -2   | CE              | 5               | -6              | -                  | -                  | -                  | -           | -           | -           | 22     | -21    |
| Totale Smouha            | Totale Smouha            | Totale Smouha            | 26+3       | -17 + -2   |                 | 5               | -6              |                    | -                  | -                  |             | -           | -           | 34     | -25    |
| 2014-2015                | Wadi Degla               | PL                       | 22         | -23        | CE              | 0               | 0               | -                  | -                  | -                  | -           | -           | -           | 22     | -23    |
| 2015-2016                | El-Entag El-Harby        | PL                       | 30         | -23        | CE              | 0               | 0               | -                  | -                  | -                  | -           | -           | -           | 30     | -23    |
| 2016-2017                | El-Entag El-Harby        | PL                       | 11         | -16        | CE              | 0               | 0               | -                  | -                  | -                  | -           | -           | -           | 11     | -16    |
| Totale El-Entag El-Harby | Totale El-Entag El-Harby | Totale El-Entag El-Harby | 41         | -39        |                 | 0               | 0               |                    | -                  | -                  |             | -           | -           | 41     | -39    |
| 2017-2018                | El Daklyeh               | PL                       | 3          | -3         | CE              | 0               | 0               | -                  | -                  | -                  | -           | -           | -           | 3      | -3     |
| Totale carriera          | Totale carriera          | Totale carriera          | 163        | -139       |                 | 25              | -17             |                    | 17                 | -15                |             | 7           | -8          | 212    | -179   |

### Cronologia presenze e reti in nazionale
| Cronologia completa delle presenze e delle reti in nazionale ― Egitto | Cronologia completa delle presenze e delle reti in nazionale ― Egitto | Cronologia completa delle presenze e delle reti in nazionale ― Egitto | Cronologia completa delle presenze e delle reti in nazionale ― Egitto | Cronologia completa delle presenze e delle reti in nazionale ― Egitto | Cronologia completa delle presenze e delle reti in nazionale ― Egitto | Cronologia completa delle presenze e delle reti in nazionale ― Egitto | Cronologia completa delle presenze e delle reti in nazionale ― Egitto |
| Data                                                                  | Città                                                                 | In casa                                                               | Risultato                                                             | Ospiti                                                                | Competizione                                                          | Reti                                                                  | Note                                                                  |
| --------------------------------------------------------------------- | --------------------------------------------------------------------- | --------------------------------------------------------------------- | --------------------------------------------------------------------- | --------------------------------------------------------------------- | --------------------------------------------------------------------- | --------------------------------------------------------------------- | --------------------------------------------------------------------- |
| 12-10-2008                                                            | Il Cairo                                                              | Egitto                                                                | 4 – 0                                                                 | Gibuti                                                                | Qual. Mondiali 2010                                                   | -                                                                     | 75’                                                                   |
| 23-1-2009                                                             | Il Cairo                                                              | Egitto                                                                | 1 – 0                                                                 | Kenya                                                                 | Amichevole                                                            | -                                                                     | 46’                                                                   |
| Totale                                                                |                                                                       | Presenze                                                              | 2                                                                     |                                                                       | Reti                                                                  | -0                                                                    |                                                                       |

## Palmarès

### Club

#### Competizioni nazionali
- Campionato egiziano: 5

Al-Ahly: 2004-2005, 2005-2006, 2006-2007, 2007-2008, 2008-2009
- Coppa d'Egitto: 4

Al-Ahly: 2001, 2003, 2006, 2007
- Supercoppa d'Egitto: 5

Al-Ahly: 2003, 2005, 2006, 2007, 2008

#### Competizioni internazionali
- CAF Champions League: 4

Al-Ahly: 2001, 2005, 2006, 2008
- Supercoppa CAF: 4

Al-Ahly: 2002, 2006, 2007, 2009